# Chalcedon (Mineral)

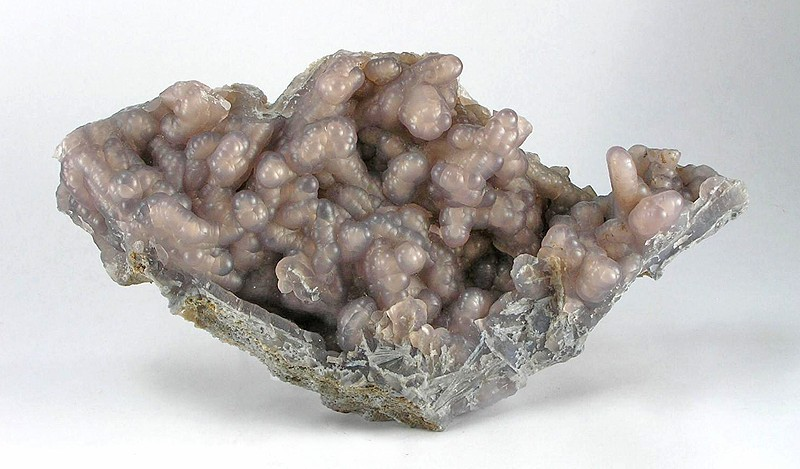
Chalcedon aus Rio Grande do Sul, Brasilien (Größe: 23 cm × 12 cm × 3,5 cm)

Der Chalcedon (latinisierte Form von griechisch χαλκηδών) oder in eingedeutschter Schreibung Chalzedon ist eine mikro- bis kryptokristalline Gefügevarietät des Minerals Quarz.
Nach älteren Quellen gilt der Begriff Chalcedon für alle faserigen Formen von mikrokristallinem Quarz (einschließlich Quarzin), für alle schwach bis gar nicht gefärbten, massigen Vorkommen von mikrokristallinem SiO2 oder wird als Oberbegriff für alle Erscheinungsformen von feinkristallinem Quarz verwendet (Feuerstein, Hornstein, Achat, Onyx, Jaspis …). Dies sind genau genommen aber Gesteine, die aus verschiedenen Gefügevarietäten des Quarzes bestehen, der SiO2-Modifikationen Mogánit sowie weiteren färbenden Verunreinigungen. In der modernen Mineralogie wird der Begriff Chalcedon enger gefasst (siehe Struktur).
Chalcedon ist farblos bis bläulich grau. Verunreinigungen bewirken verschiedenste Färbungen, meist braun, rötlich oder grün. Chalcedon ist durchscheinend, trüb, besitzt einen wächsernen Glanz und ist mit einer Mohshärte von 6,5–7 fast so hart wie Quarz.
Bei anderen Farbtönen verwendet man unterschiedliche Bezeichnungen. Rote bis braune Chalcedone sind bekannt als Karneol (Sarder), die grüne Vielzahl, die durch Nickeloxid gefärbt sind, nennt man Chrysoprase (künstlich gefärbte werden grüngebeizter Achat genannt) oder Plasma, smaragdgrüne Chalcedone erhalten durch Eisenoxid ihre dunkelgrüne Farbe.
Plasma wird manchmal mit kleinen Jaspis-Punkten gefunden, die Bluttropfen ähneln, weshalb er Heliotrop (Blutjaspis) oder irreführenderweise Blutstein genannt wird. Das weithin als Blutstein bekannte Mineral ist Hämatit, ein Eisenoxid.
Weitere Bezeichnungen, die für Chalcedon gefunden werden, sind unter anderem Blauer Mondstein, Kalifornischer Mondstein, Quarzin und Milchstein (im Mittelalter möglicherweise identisch mit galactides) sowie Jasponyx, Lutecin, Massik (grau) und Zoesit.

## Etymologie und Geschichte
Der Name taucht erstmals bei Plinius dem Älteren in seiner lateinischen Naturalis Historia (um 77 n. Chr.) auf. Er benennt einen Stein namens „Calchedon“ unter einer Aufzählung von durchscheinenden Jaspis-Arten. Der ebenfalls von Plinius dem Älteren wenige Abschnitte vorher beschriebene rötlich-funkelnde, jedoch leicht schwärzliche Stein „Carchedon“ (deutsch: ‚Karthager‘; möglicherweise handelt es sich um Granat) wurde im Mittelalter ebenfalls mit dem Chalcedon identifiziert. Dies hing zusammen mit dem wohl um 95 n. Chr. auftauchenden griechischen Wort χαλκηδών (schulgriechische Aussprache chalkēdón), einem Hapax legomenon, das nur in einer einzigen antiken Quelle überliefert ist, nämlich der Offenbarung des Johannes (Johannesapokalypse), wo mit χαλκηδών der – nach dem Jaspis und Saphir sowie vor dem Smaragd – dritte der zwölf Steine im Fundament der Stadtmauer des himmlischen Jerusalem bezeichnet wird (Offb 21,19–20 ):

„Die Grundsteine der Stadtmauer sind mit edlen Steinen aller Art geschmückt; der erste Grundstein ist ein Jaspis, der zweite ein Saphir, der dritte ein Chalzedon, der vierte ein Smaragd, 20 der fünfte ein Sardonyx, der sechste ein Sardion, der siebte ein Chrysolith, der achte ein Beryll, der neunte ein Topas, der zehnte ein Chrysopras, der elfte ein Hyazinth, der zwölfte ein Amethyst.“

Bekannt war das Wort in der Antike als Ortsname der bithynischen, am südlichen Ausgang des Bosporus gelegenen Hafenstadt Kalchedon und entspricht auch heute noch der üblichen Form des Ortsnamens χαλκηδών. Hinzu kommen die besonders in Inschriften vorherrschende Form καλχηδών und als weitere phonetische Varianten mit Tenuisierung der aspirierten Silbenanlaute καλκηδών, mit Schließung des Vortonvokals auch χαλκιδών und in dorischem Dialekt καλχαδών, ebenso im Lateinischen dann außer Chalcedon auch Calchedon, Chalcedon, Calcedon, C(h)alcidon oder Calchadon.
In Verbindung mit Edelsteinen wurde dieser Ortsname im griechischen und römischen Schrifttum zwar gelegentlich für die Beschreibung der Herkunft von Steinen aus Chalcedon oder in der adjektivierten Form (λύθος) χαλκηδόνιος (‚chalcedonischer Stein‘, ‚Chalcedonier‘) bzw. lateinisch chalcedonius, calchedonius, calcedonius, calcidonius verwendet, wobei sich die Aussagen teils auf Arten von in der Terminologie der antiken Autoren Smaragd (Theophrast, Plinius) oder Jaspis (Plinius) aus der Umgebung von Chalcedon, teils auch, sofern der betreffende Text (Lapidar von Sokrates und Dionysios) ebenfalls noch zu berücksichtigen ist, auf indischen Karfunkel beziehen. Aber in nicht suffigierter Form ist der Ortsname oder ein davon etymologisch unabhängiges Homonym als Edelsteinname im älteren Schrifttum nicht belegt.
Als Textvariante erscheint in den griechischen Handschriften der Apokalypse neben der nur phonetischen Variante χαλκιδών auch noch die lexikalisch abweichende Lesart καρχηδών, ebenso in der Vetus Latina carcedon statt calcedon und in der Vulgata, wo diese Lesart in der Stuttgarter Ausgabe dann auch in den Text übernommen wurde, carcedonius statt calcedonius. Bei καρχηδών handelt es sich um den griechischen, aus phönizisch קרת חדשת (Qart-Hadašt, ‚neue Stadt‘) entlehnten Namen Karthagos, der mit Bezug auf Edelsteine in suffigierter Form (Plinius: carchedonius, carchedonia) Karfunkel bezeichnete, wie sie als ‚feurige carchedonische Steine‘ auch in römischer Dichtung (Petronius) bekannt waren.
Chalcedon und Carchedon nebst ihren phonetischen Varianten und ihren Ableitungen wurden auch bei der Überlieferung anderer antiker Texte vielfach durcheinandergebracht. Für den griechischen Text der Johannesapokalypse besteht in der modernen Textkritik Konsens, dass mit der ganz überwiegenden Mehrzahl der Handschriften χαλκηδών zu lesen, καρχηδών hingegen als eine auf Versehen oder nachträglicher Berichtigung beruhende Überlieferungsvariante auszuscheiden ist. Unsicher geblieben ist dagegen die mineralogische Deutung des biblischen Steins und in Verbindung damit auch die Frage, ob nicht, wie in jüngerer Zeit Joosten (1999) vermutet hat, bereits beim Verfasser der Johannesapokalypse oder in einem von ihm aufgegriffenen Sprachgebrauch eine Verwechslung von Chalcedon und Charcedon vorlag, da nach dem Zeugnis vergleichsweise späterer, aber für die Entstehungsbedingungen des Textes möglicherweise noch aussagekräftiger Texte Edelsteinbezeichnungen des Typs carched- im Unterschied zu solchen des Typs chalced- in der Rezeption der wichtigsten alttestamentlichen Parallelstellen, nämlich der Kataloge der zwölf Edelsteine im Brustschild des Hohepriesters (Ex 28,17–20  = 39,10–13 ) und im Klagelied über den König von Tyrus (Ez 28,13 ), außerdem der der Prophezeiung über das aus Edelsteinen zu erbauende neue Jerusalem (Jes 54,11–12 ), eine Rolle gespielt hatten.

### „Chalcedonischer“ Stein
De lapidibus (περὶ λίθων) von Theophrast, die älteste erhaltene steinkundliche Schrift der griechischen Antike, verfasst im 4. Jahrhundert v. Chr., ist zugleich die erste erhaltene Schrift, in der die Stadt Chalcedon mit Edelsteinen in Verbindung gebracht wird. Theophrast erwähnt dort bei der Behandlung ungewöhnlich großer und ‚falscher‘ Smaragde (dargestellt als vergleichbar oder gleichsetzbar mit Goldlot, demnach wahrscheinlich das güne Kupferkarbonat Malachit), dass besonders außergewöhnliche Steine dieser Art in Kupferminen auf einer Insel gegenüber Chalcedon (ἐη τῇη νήσῳ ἐπικείμένῃ Χαλκηδόνι) gefunden wurden, wobei es sich um eine der Demonesischen Inseln, am ehesten Χάλκη, gehandelt haben dürfte, die auch in der unter dem Namen von Aristoteles überlieferten Schrift De mirabilibus auscultationibus als „die den Chalzedoniern zugehörige Insel Demonesos“ (Δημόνησος ἠ Χαλκηδονίων νέσος) mit einer Abbaustätte für dunkelblaues Metall und Goldlot erwähnt wird. Beide Texte sind handschriftlich nur mit den Lesarten ‚Insel gegenüber Carchedon‘ (d. h. gegenüber Karthago) und ‚den Carchedoniern zugehörige Insel‘ überliefert, der Bezug auf Chalcedon beruht aber auf inhaltlich begründeter Konjektur der Herausgeber, da ‚gegenüber Karthago‘ keine ‚den Karthagern zugehörige‘ Insel mit vergleichbaren Vorkommen nachgewiesen ist.
Auch Plinius, der des Öfteren Schriften von Theophrast benutzt hat und sich auch im Kontext der fraglichen Stelle auf ihn beruft, spricht im letzten Buch seiner Historia naturalis (XXXVII, § 74) bei der Behandlung der Smaragde von ‚chalcedonischen‘ (bzw. in der metathetischen Form ‚calchedonischen‘) Steinen dieser Art („Calchedonii“), die er als besonders minderwertig, im Unterschied zu Theophrast aber auch als besonders minderwertig und klein beschreibt („semper tamen vilissimi fuere minumique“), mit einer unbestimmt grünlich, wie Tauben- oder Pfauenfedern je nach Neigungswinkel schillernden Farbe, d. h. einem Farbverhalten, das man heute als Pleochroismus bezeichnet. Steine dieser Art waren laut Plinius seit dem Versiegen der chalecdonischen Erzminen ganz oder weitgehend außer Gebrauch gekommen („nescio an in totum exoleverunt, postquam metalla aeris ibi defecerunt“), und als Fundstätte gibt er im Unterschied zu Theophrast keine Insel, sondern einen bei Chalcedon („iuxta Calchedonem“) gelegenen Berg mit Namen „Smaragdites“ („mons est iuxta Calchedonem, in quo legebantur, Smaragdites vocatus“). Die Handschriften bieten auch in diesem Fall abweichende Lesarten, die diese Aussagen auf Carchedon-Karthago beziehen, der Bezug auf Chalcedon wird jedoch unter anderem durch das Zeugnis der im 19. Jahrhundert von Ludwig von Jan wiederentdeckten, für den Text der letzten sechs Bücher im Allgemeinen maßgeblichen Bamberger Handschrift (Bamberger Dombibliothek, Class. 42, 10. Jh.) und durch die inhaltliche Übereinstimmung mit Theophrast gestützt. ‚Calchedonische‘ („Calchedonii“) Smaragde erwähnt dann später auch Solinus bei einer Aufzählung von Smaragden, die nicht skythischer und also in diesem Fall offenbar chalcedonischer Herkunft sind.
Von Steinen aus Chalcedon spricht Plinius andererseits aber auch bei der Behandlung von Jaspis, den er abweichend vom heutigen Verständnis als einen meist grünfarbene und stets durchscheinenden Edelstein beschreibt, der in Indien in einer dem Smaragd ähnlichen Variante, auf Zypern aber auch blau und an anderen Orten purpurn oder purpurblau vorkomme. Bei der Aufzählung weiterer regionaler Varianten erwähnt er dann auch, dass aus Amisos eine dem indischen Jaspis ähnliche, aus Chalcedon hingegen (diesmal mit abweichender Lesart „Chalcidia“, d. h. Chalkis) eine ‚trübe‘ Variante exportiert werde („Amisos Indicae similem mittit, Calchedon turbidam“).
Von der Forschung einbezogen wurden außerdem noch mehrere griechische Lapidarien, die Edelsteine unter dem Gesichtspunkt ihrer Eignung für magische und therapeutische Amulette beschreiben und hierbei auch einen ‚chalcedonischen‘ Stein anführen. Die erhaltenen Bearbeitungen dieser Texte sind zwar in den meisten Fällen später entstanden als die Johannesapokalypse, aufgrund ihrer Abhängigkeit von älteren, nicht mehr erhaltenen Quellen sind sie aber möglicherweise trotzdem noch geeignet, älteren Sprachgebrauch zu dokumentieren. Den ausführlichsten Eintrag widmet dem ‚chalcedonischen Stein‘ (Λίθος ὁ χαλκηδόνιος) ein in Handschriften des 14. bis 15. Jahrhunderts überliefertes, wahrscheinlich aus Ägypten stammendes Lapidar, das in einer Marginalglosse zwei Autoren namens „Sokrates und Dionysios“ zugeschrieben wird und in seiner Entstehungszeit nicht sicher zu bestimmen ist, sondern von den jüngsten Herausgebern nur annäherungs- und vermutungsweise in die „römischen Kaiserzeit“ datiert wird. Es beschreibt den ‚chalceodnischen Stein‘ in seinem Aussehen als feurig wie ein Karfunkel (τὴν χροιάν ἐστι πυραυγὴς ἄνθρακι ὅμοιος), setzt ihn mit dem Leuchtstein „Lychnit“ gleich (οὗτος ὁ λίθος ἐστὶν ὁ λυχνίτης) und bezeichnet ihn auch als eine Art reinen, blutfarbenen Karfunkel (ὁ ἄνθραξ, καθαρός, αἱματοειδής). Als Erkennungszeichen wird angegeben, dass er, wenn man ihn auf weichem Stoff reibe (also elektrostatisch auflade), Strohhalme anzuziehen vermöge, so wie Magnetit Eisen anziehe. Als Herkunftsgebiet wird ihm Indien zugeschrieben, ein den Namen motivierender Zusammenhang mit der bithynischen Stadt Chalcedon wird also nicht hergestellt. Mit einem Abbild der Göttin Athene versehen soll der Stein, nachdem er geweiht wurde, seinem Träger zum Sieg über seine Widersacher verhelfen, ihm ein gewinnendes und entgegenkommendes Wesen verleihen und ihm Erfolg bei allen Unternehmungen sowie Rettung bei Schiffbruch ermöglichen. In der Beschreibung der nichtmagischen Eigenschaften steht diese Darstellung in einer älteren griechischen Tradition, die ganz ähnlich auch Plinius, dieser jedoch für die Darstellung von Lychnit und „Carchedonia“, ausgeschöpft hatte.
Kürzere Einträge widmen dem Stein das in drei Handschriften des 14. und 16. Jahrhunderts überlieferte, möglicherweise noch aus dem 3. Jahrhundert stammende Nautische Lapidar, das ihn gemeinsam mit dem Karfunkel (῎Ανθραξ καὶ χαλκηδόνιος) als einen von Kindheit an zu tragenden Glücksbringer gegen Ertrinken bei Schiffbruch anführt, und eine pseudo-hippokratische Schrift des 9. Jahrhunderts über die Heilkräfte von Edelsteinen, deren einzige Handschrift die Lesart Λίθος χαλκηδόνιος zeigt. Unsicher ist dagegen, welche Namensform das möglicherweise älteste dieser Lapidarien, das im griechischen Original nicht erhaltene sogenannte Damigeron-Lapidar, dessen lateinische Übersetzung, im 5. Jahrhundert von einem Anonymus unter dem Pseudonym Evax verfasst, zwei hierfür infrage kommende Einträge bietet. Der erste und ausführlichere beschreibt einen Glücksbringer gegen Wassersucht, Ertrinken und Sinnestäuschung, der – ähnlich wie der chalcedonische Stein bei Sokrates und Dionysius – Schönheit, Macht und Erfolg in allen Angelegenheiten bringen und als Schnitt einen gewappneten Mars und eine Jungfrau mit Stola und Lorbeerzweig, wahrscheinlich die Göttin Victoria, tragen soll. Von sieben Handschriften bezeichnen ihn drei als Japis, der auch Calcedonius genannt werde und von grüner Farbe sei („iaspis lapis (est) qui et calcedonius dicitur, colore est uiridis“), eine bezeichnet ihn ohne Farbangabe als Jaspis mit dem Zusatz „est carcedonius“ („iaspis lapis est carcedonius“: ‚der Stein Jaspis ist ein/der Carcedonius‘ oder ‚ist aus Karthago‘), und drei bezeichnen ihn jeweils nicht als Jaspis, sondern nur als „carsidonio“ bzw. „carsydonio“ und geben dann auch keine Farbe an. In einem weiteren, kürzeren Eintrag, der einen in Eisen zu fassenden Glücksbringer in Streitsachen anführt, wird dieser in den drei „calcedonius“-Handschriften erneut mit diesem Namen bezeichnet, während die vier „carsidonio“/„carsydonio“/„carcedonius“-Handschriften ihn diesmal „carcedonius“ nennen. Die jüngsten Herausgeber haben für beide Abschnitt jeweils die in dieser Graphie von keiner Handschrift bezeugte Namensform „chalcedonius“ als ursprüngliche angesetzt und auch die Einordnungen als „iaspis“ und Angaben grüner Farbe als spätere Zusätze in den Apparat verwiesen.
Als Beleg für griechische Kenntnis des Edelsteinnamens hat man schließlich auch noch einen der Papyri (Nr. 462) aus der John Rylands Library geltend gemacht, auf denen der Jurist (Scholastikos) Theophanes, Berater des Finanzverwalters des Statthalters von Ägypten, die Kosten einer zwischen 317 und 323 n. Chr. unternommenen Dienstreise von Hermupolis nach Antiochia archivieren ließ: in einer Liste, die Kleidungsstücke und andere mutmaßliches Gepäck des Reisenden auflistet, findet sich unter anderen abgekürzt geschriebenen Edelsteinnamen wie ἀμέθυστ[ος] auch der ebenfalls abgekürzt geschriebene Eintrag χαλκηδον, von den Herausgebern mit Diminutiv -ιον als χαλκηδόν[ιον] interpretiert, nach Joosten möglicherweise richtiger mit χαλκηδόν[ιος] aufzulösen.

### „Carchedonischer“ Stein
Die antike Überlieferung zu ‚carchedonischen‘ Steinen ist vergleichsweise einheitlicher, weil sie sich, soweit sie nicht mit der Überlieferung biblischer Texte zusammenhängt oder als Überlieferungsvariante zu ‚chalcedonischen‘ Steinen auftritt, im Wesentlichen auf die Behandlung der Karfunkel im letzten Buch von Plinius’ Historia naturalis beschränkt, das auch sprachlich die ältesten Belege für lateinisch carchedonius und carchedonia als Attribut und Name von Edelsteinen bietet. Zwar wird schon Publilius Syrus bei Petronius mit Versen angeführt, die feurige ‚carchedonische‘ Steine erwähnen und sie mit Karfunkeln assoziieren, diese Verse werden heute jedoch aus stilistischen Gründen nicht mehr zu den authentischen Sentenzen des Publilius gezählt.

### Carchedoniials Unterart der Karfunkel
Die „carbunculi“, laut Plinius die vorzüglichsten unter den feurigen Steinen, werden von ihm nach dem Kriterium ihrer hauptsächlichen geographischen Herkunft in vier Hauptgattungen eingeteilt (§ 92), nämlich in indische, ‚garamantische‘, äthiopische und alabandische (d. h. aus dem karischen Orthosa stammende, die in Alabanda verarbeitet wurden), und von denen die ‚garamantischen‘ wegen der Reichtümer Karthagos („propter opulentiam Carthaginis Magnae“) auch „Carchedonii“ genannt würden (§ 92). Der Ausdruck carchedonii dient Plinius insofern als zunächst als Gattungsname, der als Oberbegriff noch weitere Unterarten umfasst. Innerhalb jeder Gattung sollen außerdem nach der ‚Schärfe‘ oder Sanftheit ihres Strahlens ‚männliche‘ und ‚weibliche‘ Steine zu unterscheiden sein, wobei die Zuordnung zu den männlichen auch noch von anderen Gesichtspunkten (‚flüssigere‘, solche mit ‚schwärzlicherer Flamme‘, solche die ‚aus der Höhe‘ leuchten und mehr als andere in der Sonne aufflammen) abhängig gemacht werden kann (§ 92–95).
Für die Beschreibung einiger charakteristischer Unterschiede zwischen carchedonischen Karfunkeln und anderen Karfunkelarten führt Plinius zwei von ihm auch anderweitig genannte griechische Gewährsleute an, einen nicht näher bekannten Kallistratos und Archelaos Philopatris, der als Verfasser eines choreographischen Werkes gilt, von dem aber ebenfalls keine einschlägigen Aussagen zu Karfunkeln erhalten sind. Nach Kallistratos seien carchedonische Karfunkel wesentlich kleiner („multo minores“) als die indischen, von denen die letzteren so groß seien, dass sich daraus Gefäße von der Größe eines Sextarius schneiden ließen (§ 95). Nach Archelaos seien Carchedonier auch schwärzlicher („nigriores“), aber durch Feuer, Sonne oder Veränderung des Neigungswinkels („inclinatione“) zu einem ‚schärferen‘ Leuchten zu bringen als alle anderen Karfunkel: im schattigen Inneren eines Hauses erschienen sie purpurn („obumbrante tecto purpuros videri“), aber unter freiem Himmel flammend („sub caelo flammeos“) und leuchteten dann funkelnd gegen die Sonnenstrahlen an („contra radios solis scintillare“), und selbst im Schatten seien sie noch imstande, Siegelwachs zum Schmelzen zu bringen (§ 95). Nach Ansicht mehrerer Autoren, die nicht benannt werden, brenne außerdem im Inneren der männlichen Carchedonier ein Stern („in Carchedoniis maribus stellam intus ardere“), während die weiblichen ihren ganzen Glanz nach außen strahlten (§ 96).

### Carchedoniaund Lychnit
Außer der carchedonischen Gattung der Karfunkel beschreibt Plinius auch noch einen besonderen, anscheinend ebenfalls zu dieser Gattung gehörenden Stein unter der weiblichen Namensform Carchedonia, den er dabei aufgrund einiger sachlicher Gemeinsamkeiten im Zusammenhang mit Lychnit behandelt (§ 103–104), was sich später für die lateinische Exegese des biblischen Chalcedons/Carchedons als bedeutsam erwies.
Lychnit, in seinem Namen (bei Plinius die weibliche Namensform „lychnis“) vom Leuchten der „Lampen“ (vgl. λύχνος „Lampe, Leuchte, Fackel“) hergeleitet, soll aus Orthosa und ganz Karien nebst Umgebung, in bester Qualität („probatissima“) aber aus Indien stammen (§ 113). Der geographischen Herkunft nach gehört er folglich zwei verschiedenen geographischen Hauptgattungen, den alabandischen und den indischen, aber nicht den garamantisch-carchedonischen Karfunkeln an. Nach Meinung einiger Autoren soll es sich um eine Art Schwachform oder mildere Form des Karbunkels handeln („quidam remissiorem carbunculum esse dixerunt“, § 113), in der Güte vergleichbar einer Blume, die Blume Jupiters genannt werde. Plinius kennt solche oder aus noch anderen Gebieten stammende Lychnite in zwei Farbvarianten, die eine purpurn und die andere scharlachrot. Außerdem besitzt Lychnit in diesen Farbvarianten laut Plinius die Fähigkeit zur elektrostatischen und auch pyroelektrischen Aufladung: von der Sonne erhitzt oder mit den Fingern gerieben soll der Stein in der Lage sein, Spreu und Papyrusfasern an sich zu ziehen („has sole excalfactas aut attritu digitorum paleas et chartarum fila ad se rapere“, § 113). Aufgrund dieser Beschreibung wird Lychnit von den Kommentatoren heute meist mit Turmalin identifiziert.

## Varietäten
- Achat
- Blue Lace Agate (auch Crazy Blue Lace Agate) – hellblau gebänderte Achat-Varietät,[39] aber auch irreführender Handelsname für gefärbte Achate und andere Gesteine[1]
- Blutchalcedon – roter Chalcedon durch Fremdbeimengungen von Eisen[1]
- Chromchalcedon – chromhaltige Varietät von Chalcedon[1]
- Chrysopras
- Heliotrop (Blutjaspis)
- Holzstein
- Ice-blue – Seltener Handelsname für einen Chalcedon aus Grönland[40]
- Karneol (Sarder)
- Kupferchalcedon – Chalcedon mit Kupfereinschlüssen[1]
- Mückenstein – Chalcedon mit eingelagertem Manganhydroxid[41]
- Onyx
- Pietersit
- Plasma ist eine lauchgrüne Varietät ähnlich dem Prasem
- Regenbogen-Chalcedon –  Chalcedon mit irisierendem Farbenspiel[1]
- Ice-blue, ein blass türkis-blaue Variante aus Grönland

## Bildung und Fundorte

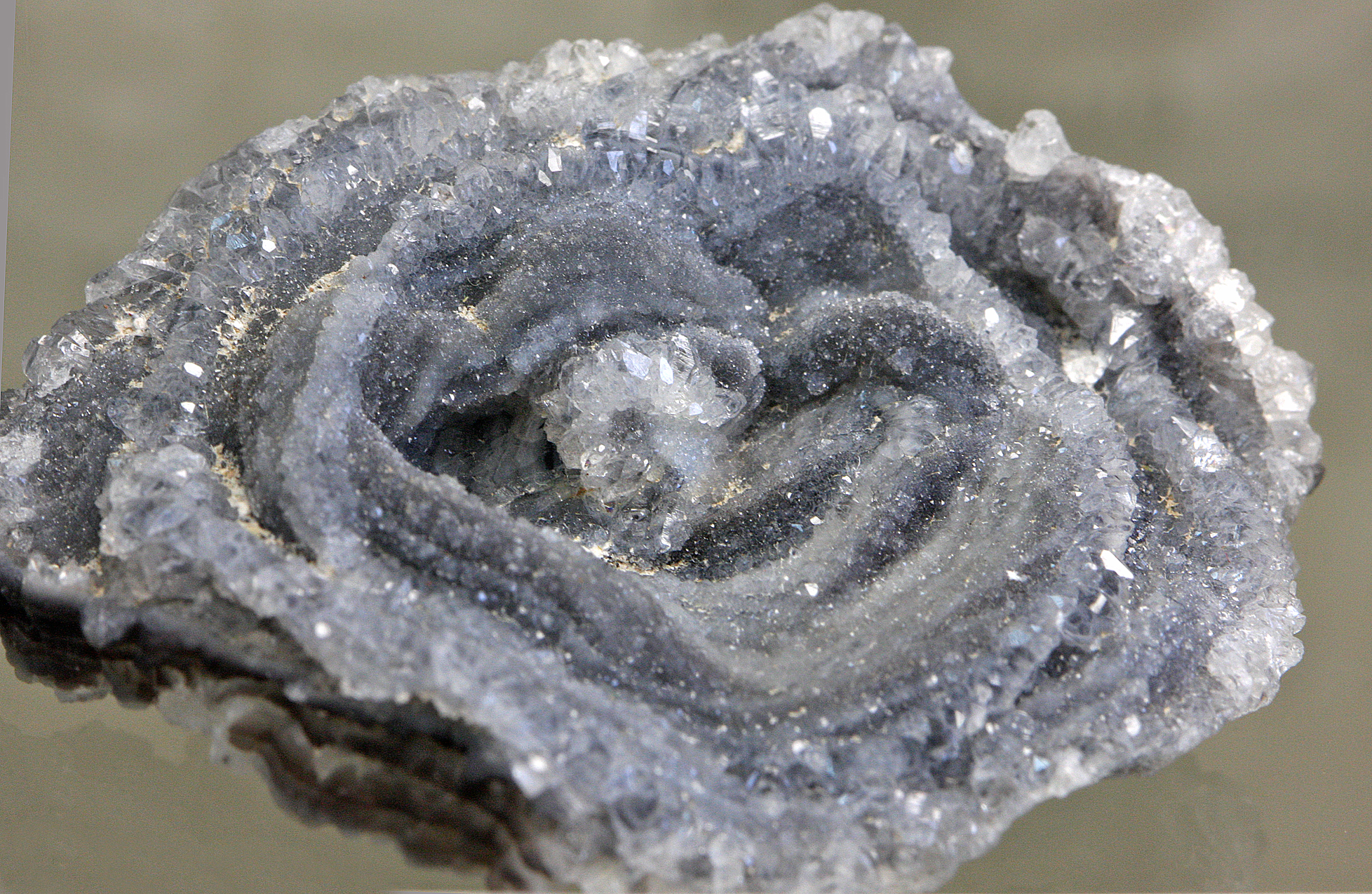
Blaugraue Chalcedon-Rose aus Knoxville, Kalifornien, USA. Ausgestellt im Mineral-Museum Bonn

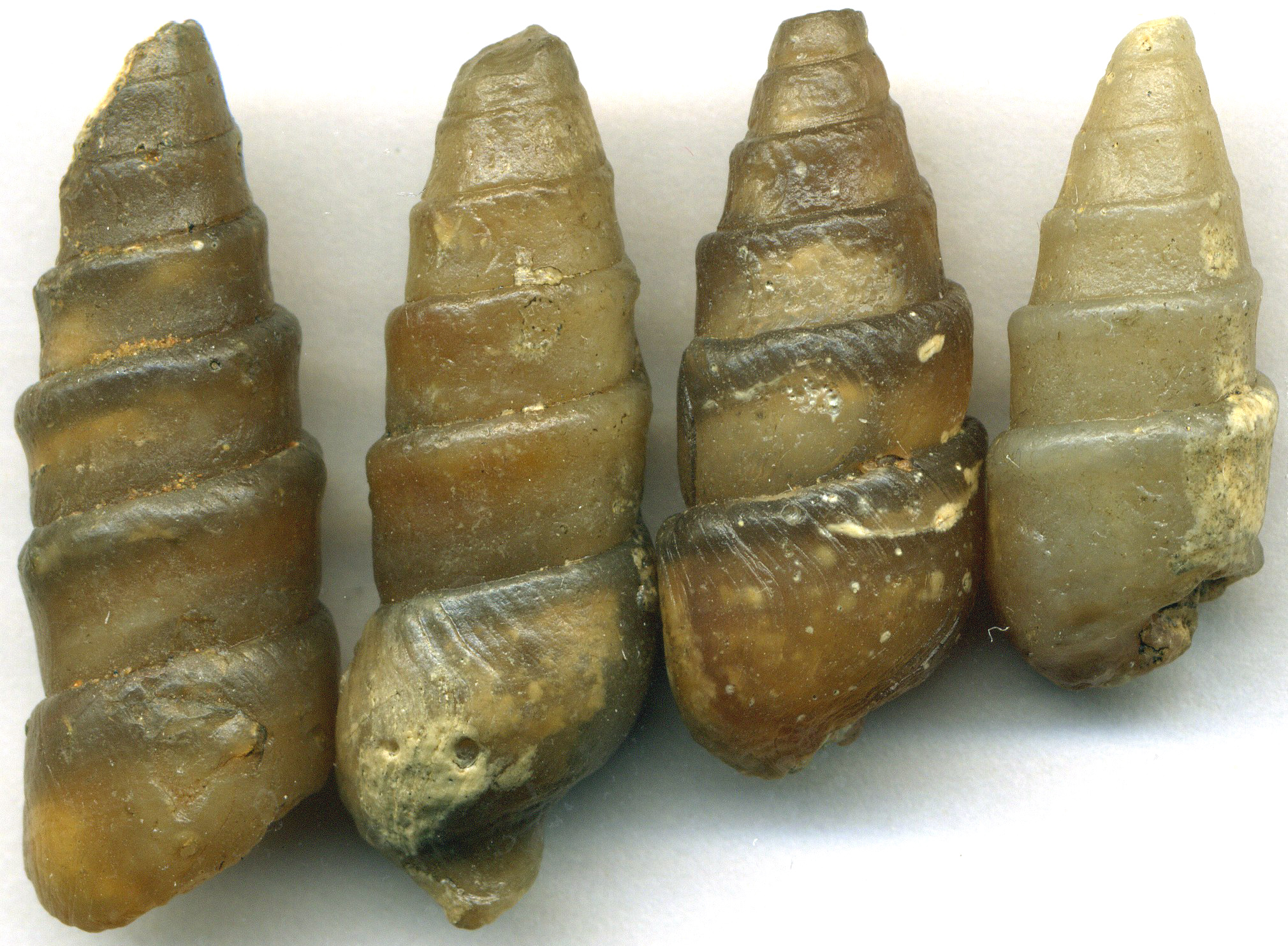
Schneckenhäuser aus Chalcedon

Chalcedon bildet sich zusammen mit Quarzin und Mogánit oberflächennah sowohl in Spalten und Hohlräumen saurer und basischer Magmatite (Achat), in Spalten metamorpher Gesteine als auch in Sedimenten (Flint, Hornstein, versteinertes Holz). Bei der Bildung von Achaten geht man von einer Kristallisation aus einem SiO2-Gel oder SiO2-übersättigten Lösungen bei Temperaturen zwischen 25 und 200 °C aus. Bei sedimentärer Bildung kristallisieren Chalcedon und Quarzin entweder aus SiO2-haltigen Lösungen (z. B. versteinertes Holz) oder bilden sich während der Diagenese aus den Opal-Skeletten von Diatomeen, Radiolarien (Radiolarit) oder Hornkieselschwämmen (Hornstein).
Weiterhin ist Chalcedon eine der Zementphasen in den Porenräumen von Sandsteinen.
- blau in Namibia, der Türkei und Indien
- rosa in der Türkei;
- rot in Russland und Indien
- dunkelgrün in Brasilien und Ząbkowice Śląskie
- Sizilien
- Sachsen
- Böhmen
- Tirol

## Mikrogefüge

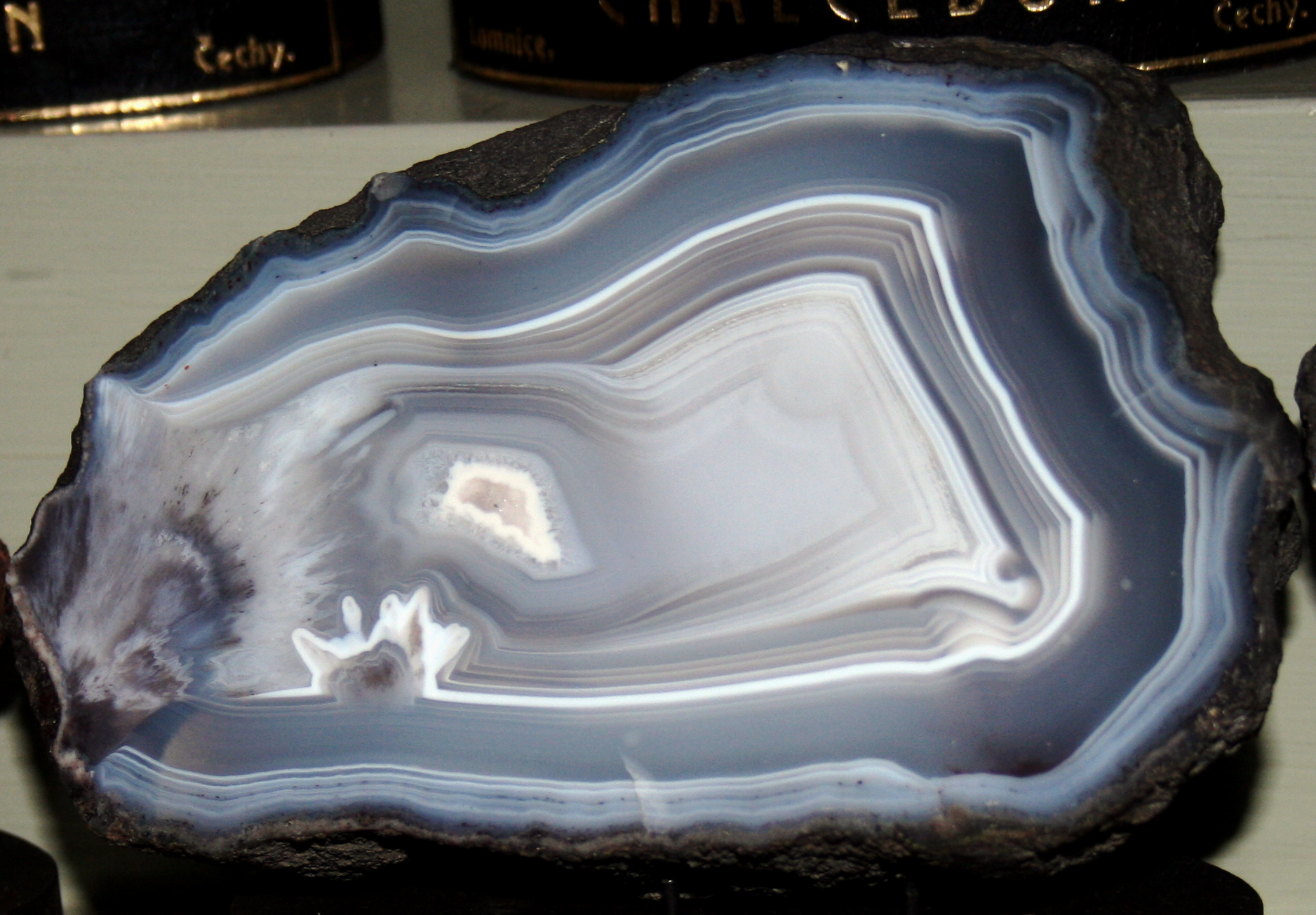
Chalcedonmandel

Ein massiges, granulares Gefüge zeichnet sich durch das Fehlen einer bevorzugten Orientierung der Chalcedonfasern aus. Die einzelnen Chalcedonfasern sind selten länger als 1–3 µm. Solcher granularer Chalcedon macht die Hauptmasse von Flint-Knollen aus.
Von sphärolithischem Gefüge spricht man, wenn die Chalcedonfasern ausgehend von einem Kristallisationskeim radialstrahlig wachsen und kugelige Aggregate bilden. Der Durchmesser dieser Sphärolithe beträgt meist 0,1–0,2 mm. Sphärolithischer Chalcedon bildet die horizontal geschichteten Bereiche in Achatdrusen und tritt vereinzelt in Flint und Hornstein auf.
Unter dem Polarisationsmikroskop zeigen die Sphärolithe bei gekreuzten Polarisatoren ein charakteristisches Auslöschungsbild, das Bertrand’sche Kreuz.
Ein parabolisches Gefüge bildet sich, wenn die Chalcedonfasern radialstrahlig auf der Oberfläche eines Gesteinshohlraumes wachsen. Benachbarte Faserbüschel behindern sich in ihrem Wachstum gegenseitig. Schon in geringer Distanz zum Wachstumskeim wachsen so nur nahezu parallel ausgerichtete Faserbündel in den Hohlraum hinein. Parabolisch gewachsener Chalcedon bildet die konzentrischen Bänderungen in Achaten. Unter dem Polarisationsmikroskop zeigt sich in den parabolisch gewachsenen Chalcedonbändern die charakteristische Runzelbänderung. Sie ist charakteristisch für Chalcedon und fehlt beim Quarzin.

## Struktur
Der Begriff Chalcedon wird für alle senkrecht zur kristallografischen c-Achse entlang der Prismenflächen (110) oder (110) faserig gewachsenen Tiefquarze (Flörke et al. 1991) verwendet. Die Fasern weisen eine Dicke von unter einem µm auf und sind typischerweise in Längsrichtung verdrillt. Der optische Charakter der Faserrichtung ist length-fast. Dies bedeutet, dass die Achse mit dem höheren Brechungsindex im Kristall senkrecht zur Faserrichtung orientiert ist. Dies unterscheidet Chalcedon von einer weiteren faserigen Gefüge-Varietät des Tiefquarzes, dem Quarzin. Quarzin ist length-slow, d. h. der höhere Brechungsindex des Quarzes liegt parallel zur Faserrichtung.
Strukturell unterscheidet sich Chalcedon vom Tiefquarz kaum. Elektronenmikroskopische Untersuchungen ergaben aber für alle mikrokristallinen Quarzvarietäten eine sehr große Dichte an Gitterdefekten. Charakteristisch ist eine dichte Abfolge von Verzwillingungen nach dem Brasilianer Gesetz. Dies kann man sich als eine Stapelung von (101)-Lagen aus Rechts- und Linksquarz vorstellen. In mikrokristallinem Quarz weisen diese Lagen variable Dicken von einigen Elementarzellen auf. Strukturell betrachtet nehmen Chalcedon und auch Quarzin somit eine Zwischenposition zwischen unverzwillingtem Tiefquarz (Rechts- oder Linksquarz) und Mogánit ein. Diese erst 1994 von der IMA als eigene SiO2-Modifikation anerkannte Phase kann man sich als Tiefquarz mit der maximal möglichen Anzahl von Brasilianer Zwillingen vorstellen. Lagen von Rechts- und Linksquarz der kleinstmöglichen Dicke von nur einer Elementarzelle bilden im Mogánit eine regelmäßige Abfolge. Diese enge strukturelle Beziehung ist der Grund dafür, dass Chalcedon immer auch signifikante Mengen an Mogánit enthält. Eine weitere charakteristische strukturelle Eigenschaft von Chalcedon, die Quarzin fehlt, ist die Verdrillung der Fasern um ihre Längsrichtung. Diese Verdrillung findet innerhalb eines kontinuierlichen Kristalls statt und ist auf spiralförmiges Kristallwachstum entlang von Gitterfehlern (Schraubenversetzungen) zurückzuführen.

## Verwendung

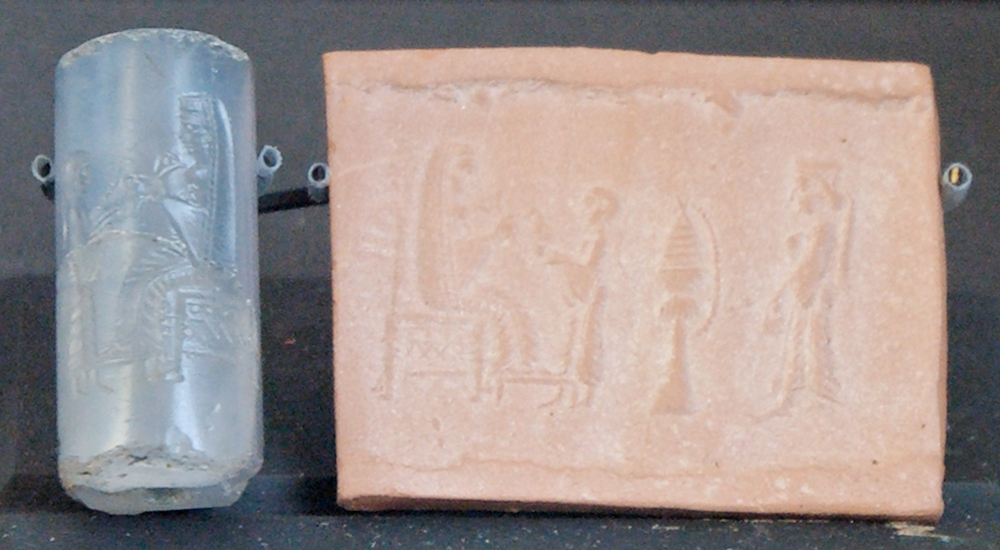
Zylinder-Siegel aus dem Achämenidenreich (6. bis 4. Jahrhundert v. Chr.)

Chalcedon zählt zu den Halbedelsteinen und dient als Material für Kameen, Gemmen, Ringsteine, Cabochons, Siegelsteine und viele andere Schmuck- und Gebrauchsgegenstände, wobei dieser heutzutage auf Grund seiner Ästhetik zumeist zu polierten Formen, als Scheibe oder zu Trommelsteinen verarbeitet wird. Er wird schon sehr lange verarbeitet und ist deshalb auch vielfach bei Antiquitäten zu finden. Große Stücke sind auch Material für Säulen, architektonischen Zierrat, Tischplatten und Vasen, die durch eine schöne Politur aufpolierbar sind. In steinzeitlichen Kulturen wurde Chalcedon zur Herstellung von Klingen verwendet; siehe Feuerstein.

## Vorsichtsmaßnahmen
Bei starkem UV-Licht kann ein Farbverlust die Schönheit des Steins beeinträchtigen, wie auch bei direkter übermäßiger Sonnen- oder Lichtbestrahlung.